# サイトウヨシヒロ
サイトウヨシヒロ／Yoshihiro Saitoは、日本のソングライター、編曲家。香川県高松市出身。株式会社ファイブエイス所属。

## 略歴
株式会社ファイブエイス所属の音楽クリエイター。

## 楽曲提供

### アーティスト
- Unknown Number!!!
  - 「キボウノヒカリ」（編曲）
- AKB48
  - 「春風ピアニッシモ」（作曲）
- SV TRIBE
  - 「We are TRIBE!!」（作曲・編曲）
- EDGE of LIFE
  - 「Believe In Myself」（作詞・作曲）
- エド・はるみ
  - 「グーグーSunバ!」（作曲）
- 小野大輔
  - 「Kiss Kiss Kiss」（作詞・作曲・編曲）
- 関ジャニ∞
  - 「I wish」（作詞・作曲）
  - 「Kick」（作詞・作曲）
- jealkb
  - 「makemagic」（作曲）
  - 「傷心マキアート」（作曲）
- 鈴村健一
  - 「バベル 」（作曲）
- でんぱ組♥︎しょこたん（でんぱ組.incと中川翔子の共同名義）
  - 「続・PUNCH LINE!」（編曲）
- Tomato n' Pine
  - 「POP SONG 2 U」（作曲）
- 9nine
  - 「チクタク☆2NITE」（作詞・作曲）
- 水樹奈々
  - 「7COLORS」（作詞・作曲）
  - 「STORIES」（作曲）
- ミストマン8
  - 「I Missed You」（作曲・編曲）
- 三森すずこ
  - 「せいいっぱい、つたえたい！」（作曲・編曲）
- ミネラル★ミラクル★ミューズ
  - 「フライト23時」（作曲）
- 民謡ガールズ
  - 「Secret Game」（作詞・作曲・編曲）
  - 「ハッピーデイズ!!!」（作詞・作曲・編曲）
- 乃木坂46
  - 「バレッタ」（作曲）
- 恥じらいレスキューJPN
  - 「マジ★チョコレート」（作詞・作曲・編曲）
  - 「ミュージックマイスター」（作詞・作曲・編曲）
  - 「恋のジングルベル ～ゲレンデ溶けるその前に…。」（作詞・作曲）
- BOYS AND MEN
  - 「帆を上げろ!」（編曲）
  - 「BOYS AND MEN 夜露四苦」（編曲）
- やなぎなぎ
  - 「BurnOut the Energy」（編曲）
- 横山ルリカ
  - 「White Diary」（作詞）
  - 「ナミダボシ」（作詞）
- LinQ
  - 「telephone」（作詞・作曲・編曲）
  - 「Sweet My Song」（作曲・編曲）
  - 「My Letter」（作詞）
  - 「White Drops」（作詞・作曲・編曲）
- YGA
  - 「VIRGIN BEAT」（作曲）
  - 「はっぴぃサマー」（作曲）
  - 「LOVEをあげる」（作詞・作曲・編曲）
  - 「スタートライン」（作曲）

### アニメ

#### オープニングテーマ
- 『FAIRY TAIL』
  - EDGE of LIFE「Believe In Myself」（作詞・作曲）
- 『遊☆戯☆王ARC-V』
  - Unknown Number!!!「キボウノヒカリ」（編曲）
- 『まじもじるるも』
  - 三森すずこ「せいいっぱい、つたえたい!」（作曲・編曲）

#### エンディングテーマ
- 『魔法つかいプリキュア!』
  - キュアミラクル（高橋李依）・キュアマジカル（堀江由衣）・キュアフェリーチェ（早見沙織）「魔法アラ・ドーモ！」（編曲）
- 『サムライフラメンコ』
  - ミネラル★ミラクル★ミューズ「フライト23時」（作曲）
- 『デュエル・マスターズ』
  - 民謡ガールズ「ハッピーデイズ!!!」（作詞・作曲・編曲）

#### 挿入歌
- 『キラキラ☆プリキュアアラモード』
  - キュアマカロン（藤田咲）「 CAT MEETS SWEETS」（作曲・編曲）

#### 劇場版
- 『10thアニバーサリー 劇場版 遊☆戯☆王 〜超融合!時空を越えた絆〜』テーマソング
  - jealkb「makemagic」（作曲）
- 『映画 魔法つかいプリキュア! 奇跡の変身!キュアモフルン!』エンデイング
  - キュアミラクル（高橋李依）・キュアマジカル（堀江由衣）・キュアフェリーチェ（早見沙織）「魔法アラ・ドーモ!」（編曲）

#### イメージソング
- 『六畳間の侵略者!?』
  - キリハ（田澤茉純）「蝶台風 〜バタフライタイフーン〜」（作曲・編曲）
- 『聖剣使いの禁呪詠唱』イメージソング
  - 漆原静乃（悠木碧）「Guilty Heavenly」（作曲）
- 『キラキラ☆プリキュアアラモード』挿入歌・イメージソング
  - 宮本佳那子「ノワール・デコレーション 〜黒い塗り絵〜」（作曲・編曲）
  - ゆかり猫（藤田咲）「 パープルテイルは知っている」（作曲・編曲）

### ドラマ・バラエティ
- 日テレ「スペシャルドラマ『らんま1/2』」テーマソング
  - 9nine「チクタク☆2NITE」（作詞・作曲）
- TBS系テレビ全国ネット『世界・ふしぎ発見!』エンディングテーマ
  - 水樹奈々「7 COLORS」（作詞・作曲）
- 日本テレビ系列『第27回 杜の都 全日本大学女子駅伝』イメージソング
  - 水樹奈々「STORIES」（作曲）
- TBS系テレビ全国ネット 2010年10月～12月度の「クイズ☆タレント名鑑」エンディング・テーマ
  - jealkb「傷心マキアート」（作曲）

### ゲーム
『アイドルマスター』
- 『アイドルマスター ミリオンライブ!』キャラクターソング
  - 佐竹美奈子（大関英里）「スマイルいちばん」（作曲・編曲）
  - 横山奈緒（渡部優衣）「Super Lover」（作詞・作曲・編曲）
  - 高坂海美（上田麗奈）「スポーツ!スポーツ!スポーツ!」（編曲）
- 『アイドルマスター SideM』キャラクターソング
  - 橘志狼（古畑恵介）「新世代ワールド・ビッグスター!」（作曲・編曲）
  - 蒼井悠介（菊池勇成）、木村龍（濱健人）、若里春名（白井悠介）「トレジャー・パーティー！」（作曲・編曲）
- 『あんさんぶるスターズ!』
- 『あんさんぶるスターズ!アルバムシリーズ 流星隊』
  - 仙石忍（新田杏樹）「疾風迅雷 忍び道」（編曲）
- 『千銃士』
- 『千銃士』絶対高貴ソングシリーズ
  - シャルルヴィル（CV：立花慎之介）「Merci Beaucoup!! ～スウィートデイズ♥～」（作詞）
  - ラップ（CV：羽多野渉）「vaincre ou mourir ～誇り高きナイトメア～」（作詞）
  - ヒデタダ（CV：斉藤壮馬）「みぉ・あもーれ」（作詞）
  - ユキムラ（CV：中島ヨシキ）「ウルトラミラクルアルティメット」（作詞・作曲・編曲）
  - シャスポー（CV：江口拓也）「アイソレイション」（作詞・作曲・編曲）
  - ローレンツ（CV：西山宏太朗）「青きドナウのリフレイン」（作詞）
  - アレクサンドル（CV：平野良）「Trust Me!!」（作詞）
  - エカチェリーナ（CV：代永翼）「天使のおとぎばなし」（作詞）
  - レオポルト（CV：浜田賢二）「toi,toi,toi」（作詞）
  - キセル（CV：鈴木達央）「アイヲクレ」（作詞・作曲・編曲）
  - ケイン（CV：新垣樽助）「Crazy Masquerade」（作詞・作曲・編曲）
  - ホール（CV：白井悠介）「Star★☆Light」（作詞）
- 『selector battle with WIXOSS』メインテーマ
- やなぎなぎ「BurnOut the Energy」（編曲）

### 舞台
- 2.5次元ミュージカル「”Pretty Guardian Sailor Moon” The Super Live」

（ウィキペディア日本語版に記事が存在する楽曲についても記載）